# Élections cantonales de 1913 en Guadeloupe
Les élections cantonales ont eu lieu pour le premier tour le 9 novembre et pour le second tour le 16 novembre 1913 dans la colonie de la Guadeloupe.
Ce conseil général colonial dispose de plus de compétences, notamment financière, qu'un conseil général de métropole.

## Mode de scrutin
Les trente-six conseillers généraux de la colonie de la Guadeloupe sont élus au suffrage universel masculin, dans le cadre de onze cantons. Ils sont renouvelés par moitié tous les trois ans.
Le mode d'élection choisit est le scrutin majoritaire plurinominal à deux tours :
- au premier il faut obtenir la majorité des voix plus une et au moins un quart du votes des inscrits sur les listes électorales ;
- au second tour (ballottage) le (ou les) candidat(s) avec le plus de voix est élu.

### Nombre de conseillers
- Les conseillers sont élus dans les circonscriptions d'élection que sont les onze cantons, les trente-six sièges étant répartis proportionnellement à la population des cantons.

| Pointe-à-Pitre | 8  |  |  |
| Le Moule       | 4  |  |  |
| Marie-Galante  | 3  |  |  |
| Saint-François | 1  |  |  |
| Saint-Martin   | 1  |  |  |
|                |    |  |  |
| Total          | 17 |  |  |

## Arrondissement de Basse-Terre

### Canton de Marie-Galante
- Trois conseillers sont à élire.

| Candidats | Candidats           | Étiquette       | Premier tour | Premier tour |
| Candidats | Candidats           | Étiquette       | Voix         | %            |
| --------- | ------------------- | --------------- | ------------ | ------------ |
|           | Ernest Bastareaud * | FSAG            | 1 626        | 98,67        |
|           | Hubert Rousseau     | Rép. socialiste | 1 378        | 83,62        |
|           | Paul Boulogne       | Rép. socialiste | 1 368        | 83,01        |
|           | Jules Hamot *       | Rép. socialiste | 292          | 17,72        |
|           |                     |                 |              |              |
| Inscrits  | Inscrits            | Inscrits        | 4 289        | 100,00       |
| Votants   | Votants             | Votants         | 1 648        | 38,42        |
| Exprimés  |                     |                 |              |              |

*sortant

### Canton de Saint-Martin
- Un conseiller est à élire.

| Candidats | Candidats               | Étiquette     | Premier tour | Premier tour |
| Candidats | Candidats               | Étiquette     | Voix         | %            |
| --------- | ----------------------- | ------------- | ------------ | ------------ |
|           | Alexandre Beauperthuy * | Réactionnaire | 418          | 100,00       |
|           |                         |               |              |              |
| Inscrits  | Inscrits                | Inscrits      | 810          | 100,00       |
| Votants   | Votants                 | Votants       | 418          | 51,61        |
| Exprimés  |                         |               |              |              |

*sortant

## Arrondissement de Pointe-à-Pitre

### Canton de Pointe-à-Pitre
- Huit conseillers sont à élire.

| Candidats | Candidats                   | Étiquette          | Premier tour | Premier tour | Ballotage | Ballotage |
| Candidats | Candidats                   | Étiquette          | Voix         | %            | Voix      | %         |
| --------- | --------------------------- | ------------------ | ------------ | ------------ | --------- | --------- |
|           | Camille Dain                | Radical            | 2 651        | 66,89        |           |           |
|           | Achille René-Boisneuf       | Radical-socialiste | 2 628        | 66,31        |           |           |
|           | Régis Deumié                | Radical            | 2 609        | 65,83        |           |           |
|           | de Kermadec                 | Radical            | 2 602        | 65,66        |           |           |
|           | Lyonnel Méloir              | Radical            | 2 601        | 65,63        |           |           |
|           | Démétrius Faugenet          | Radical-socialiste | 2 561        | 64,62        | 2 415     |           |
|           | Pierre Fraidérick           | Radical-socialiste | 2 558        | 64,55        | 2 421     |           |
|           | Urbain Morand               | Radical-socialiste | 2 554        | 64,45        | 2 408     |           |
|           | Joseph Hartog *             | Réactionnaire      | 1 417        | 35,76        | 1 182     |           |
|           | Gaston Ballet *             | FSAG               | 1 378        | 34,77        | 1 177     |           |
|           | Emmanuel Dévarieux          | FSAG               | 1 372        | 34,62        |           |           |
|           | Paul Sinaï                  | FSAG               | 1 349        | 34,04        |           |           |
|           | Bélance Garbin *            | FSAG               | 1 341        | 33,84        | 1 161     |           |
|           | Eugène Laventure            | FSAG               | 1 335        | 33,69        |           |           |
|           | Édouard Lafontaine          | FSAG               | 1 322        | 33,36        |           |           |
|           | Joseph-Jean-Christophe Owen | FSAG               | 1 312        | 33,11        |           |           |
|           |                             |                    |              |              |           |           |
| Inscrits  | Inscrits                    | Inscrits           | 10 351       | 100,00       | 10 351    | 100,00    |
| Votants   | Votants                     | Votants            | 3 963        | 38,29        | '         |           |
| Exprimés  |                             |                    |              |              |           |           |

*sortant

### Canton du Moule
- Quatre conseillers sont à élire.

| Candidats | Candidats                      | Étiquette          | Premier tour | Premier tour | Ballotage | Ballotage |
| Candidats | Candidats                      | Étiquette          | Voix         | %            | Voix      | %         |
| --------- | ------------------------------ | ------------------ | ------------ | ------------ | --------- | --------- |
|           | Achille René-Boisneuf          | Radical-socialiste | 1 099        | 59,02        | 1 431     | 63,07     |
|           | Charles Romana                 | Radical-socialiste | 1 096        | 58,86        | 1 421     | 62,63     |
|           | Pierçin Agastin                | Radical-socialiste | 1 094        | 58,75        | 1 428     | 62,94     |
|           | Laurency Plaisir               | Radical-socialiste | 1 093        | 58,70        | 1 421     | 62,63     |
|           | Emmanuel Daubé *               | FSAG               | 770          | 41,35        | 843       | 37,15     |
|           | Ninus Côme-Corneille *         | FSAG               | 760          | 40,82        |           |           |
|           | Babylas-Massillon Farashmane * | FSAG               | 758          | 40,71        | 836       | 36,84     |
|           | Pierre-Ulysse Dupuits *        | FSAG               | 698          | 37,49        | 836       | 36,84     |
|           | Maurice Blandin                | FSAG               | /            | /            | 820       | 36,14     |
|           |                                |                    |              |              |           |           |
| Inscrits  | Inscrits                       | Inscrits           | 5 352        | 100,00       | 5 352     | 100,00    |
| Votants   | Votants                        | Votants            | 1 862        | 34,79        | 2 269     | 42,40     |
| Exprimés  |                                |                    |              |              |           |           |

*sortant

### Canton de Saint-François
- Un seul conseiller est à élire.

| Candidats | Candidats        | Étiquette          | Premier tour | Premier tour |
| Candidats | Candidats        | Étiquette          | Voix         | %            |
| --------- | ---------------- | ------------------ | ------------ | ------------ |
|           | Amédée Pauvert * | Réactionnaire      | 527          | 93,61        |
|           | Stéphane Thomar  | Radical-socialiste | 35           | 6,22         |
|           |                  |                    |              |              |
| Inscrits  | Inscrits         | Inscrits           | 1 437        | 100,00       |
| Votants   | Votants          | Votants            | 563          | 39,18        |
| Exprimés  |                  |                    |              |              |

*sortant

## Élection partielle

### Canton du Lamentin
- Un seul conseiller est à élire.

| Candidats | Candidats       | Étiquette          | Premier tour | Premier tour | Ballotage | Ballotage |
| Candidats | Candidats       | Étiquette          | Voix         | %            | Voix      | %         |
| --------- | --------------- | ------------------ | ------------ | ------------ | --------- | --------- |
|           | Jules-G Bajazet | Radical-socialiste | 1 404        | 62,15        | 1 485     | 60,37     |
|           | Paul Raphan     | FSAG               | 852          | 37,72        | 866       | 35,20     |
|           |                 |                    |              |              |           |           |
| Inscrits  | Inscrits        | Inscrits           | 5 809        | 100,00       | 5 809     | 100,00    |
| Votants   | Votants         | Votants            | 2 259        | 38,89        | 2 460     | 42,35     |
| Exprimés  |                 |                    |              |              |           |           |

*sortant

### Sources
- Bibliothèque de l'Université de Floride : https://ufdc.ufl.edu/fr
- Journal officiel de la Guadeloupe.
- Le Progrès[2] (Guadeloupe).
- Le Courrier de la Guadeloupe[3].